# Mandarine (album)
Albums de Les Innocents
Les Innocents
(1999) 6 1/2
(2019)
Singles
1. Les Philharmonies Martiennes
Sortie : mars 2015
2. Love qui peut
Sortie : 1er juin 2015[1]
3. J'ai couru
Sortie : 5 février 2016[2]

Mandarine est le cinquième album du groupe Les Innocents, sorti le 1er juin 2015.
Après la séparation des Innocents en 2000, J. P. Nataf réalise deux albums solo et Jean-Christophe Urbain compose et produit un album pour sa compagne Jil Caplan. À partir de 2012, les deux chanteurs et guitaristes se remettent à composer et remontent sur scène en duo. Ils entrent aux studios Ferber et au studio Le Garage, situés dans le 20e arrondissement de Paris, avec Dominique Ledudal et enregistrent un album dont la sortie est plusieurs fois repoussée.
L'album Mandarine est édité en juin 2015 par le label Jive Records,.

## Accueil de la critique
L'album Mandarine est bien accueilli par la presse. Dans le magazine Les Inrockuptibles, Johanna Seban loue ses « chansons finement arrangées et au verbe singulier ». Aureliano Tonet du Le Monde estime que les morceaux sont « tous très aboutis, très maîtrisés »,, alors que Stéphane Davet parle de « chansons à infusion lente », dans lesquelles on « découvre moult tiroirs à double fond et délices secrets ». Pour Valérie Lehoux de Télérama, l'album est « folk raffiné plus que pop formatée » et renferme « des chansons de dentelle qui, une fois apprivoisées, n'en finissent plus de dévoiler un pouvoir de séduction ».
Mandarine est élu « album rock de l'année » aux Victoires de la musique 2016.

## Liste des titres
Toutes les chansons sont écrites et composées par J. P. Nataf et Jean-Christophe Urbain.
| 1.    | Les Philharmonies martiennes | 3:57 |
| 2.    | Love qui peut                | 3:40 |
| 3.    | Les Souvenirs devant nous    | 5:25 |
| 4.    | Harry Nilsson                | 2:52 |
| 5.    | Petite Voix                  | 4:13 |
| 6.    | Floués du banjo              | 3:47 |
| 7.    | J'ai couru                   | 3:06 |
| 8.    | Erretegia                    | 3:02 |
| 9.    | Oublier Waterloo             | 2:56 |
| 10.   | Sherpa                       | 4:42 |
| 37:40 |                              |      |